# Нова-Олимпия (Парана)
Нова-Олимпия (порт. Nova Olímpia) — муниципалитет в Бразилии, входит в штат Парана. Составная часть мезорегиона Северо-запад штата Парана. Входит в экономико-статистический микрорегион Умуарама. Население составляет 5215 человек на 2007 год. Занимает площадь 136,308 км². Плотность населения — 38,1 чел./км².

## История
Город основан в 1968 году.

## Статистика
- Валовой внутренний продукт на 2007 год составляет 26 510.71 реалов (данные: Бразильский институт географии и статистики).
- Валовой внутренний продукт на душу населения на 2007 год составляет 5078,68 реалов (данные: Бразильский институт географии и статистики).
- Индекс развития человеческого потенциала на 2000 год составляет 0,740 (данные: Программа развития ООН).

## География
Климат местности: субтропический гумидный мезотермический.